# Інформаційний парадокс чорної діри

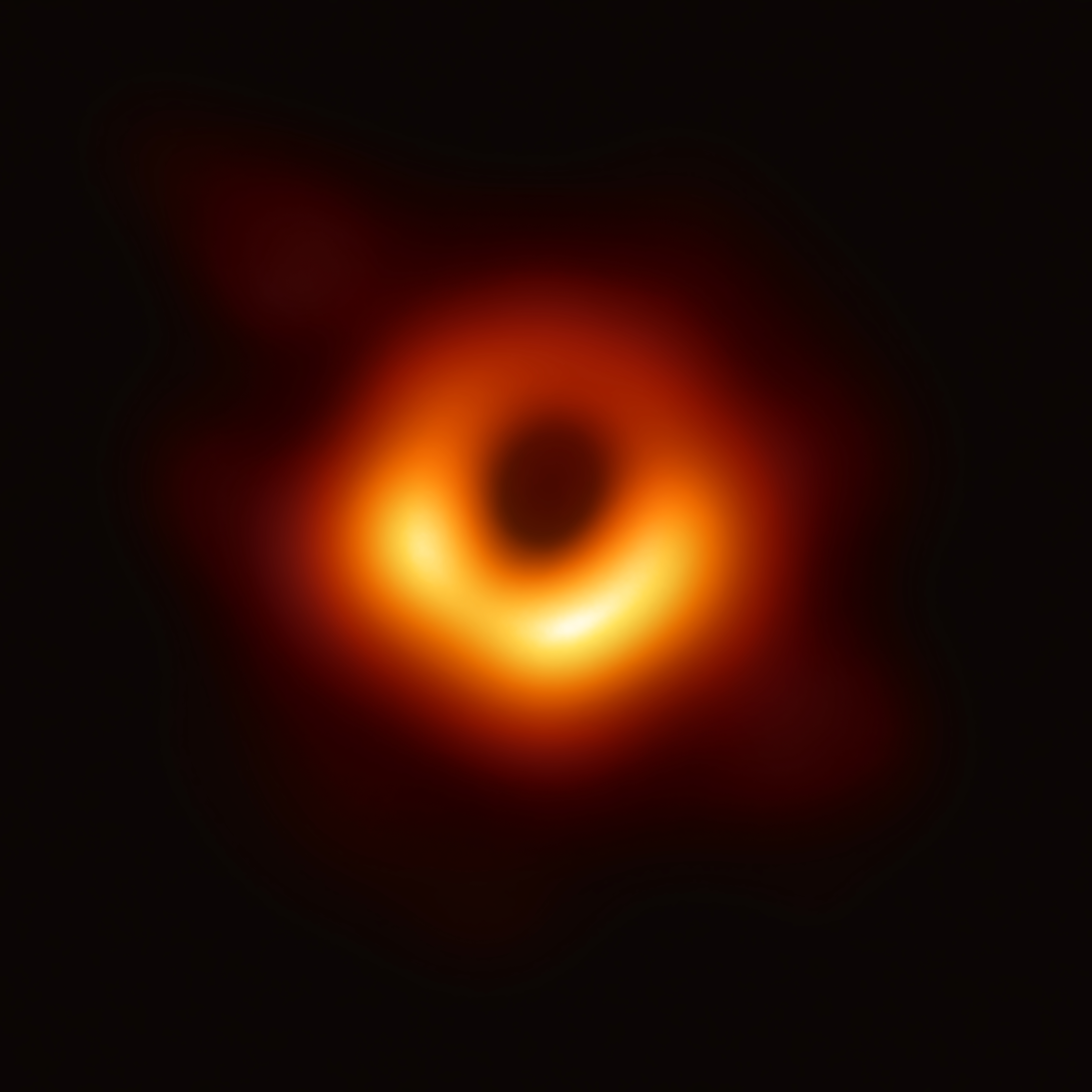
Перше зображення надмасивної чорної діри M87, зроблене за допомогою телескопа горизонту подій, опубліковане в квітні 2019 року.

Інформаційний парадокс чорної діри Стівена Гокінга — фізична проблема, що виникає з теоретичного розгляду взаємодії квантової механіки та загальної теорії відносності в контексті чорних дір. Загальна теорія відносності передбачає існування чорних дір, які є ділянками простору-часу, з яких ніщо, навіть світло, не може вирватися. У 1970-х роках Стівен Гокінг застосував правила квантової механіки до таких систем і виявив, що ізольована чорна діра має випромінювати потік елементарних частинок, що є наслідком квантових флуктуацій у вакуумі поблизу горизонту подій. Надалі такий потік частинок стали називати випромінюванням Гокінга. Гокінг стверджував, що детальна форма випромінювання не залежить від початкового стану чорної діри, а залежить лише від її маси, електричного заряду та моменту імпульсу. Інформаційний парадокс виникає, якщо розглядати фізичний процес, у якому чорна діра спочатку утворюється, а потім повністю випаровується через випромінювання Гокінга — інформацію про стан чорної діри на момент її утворення буде втрачено.

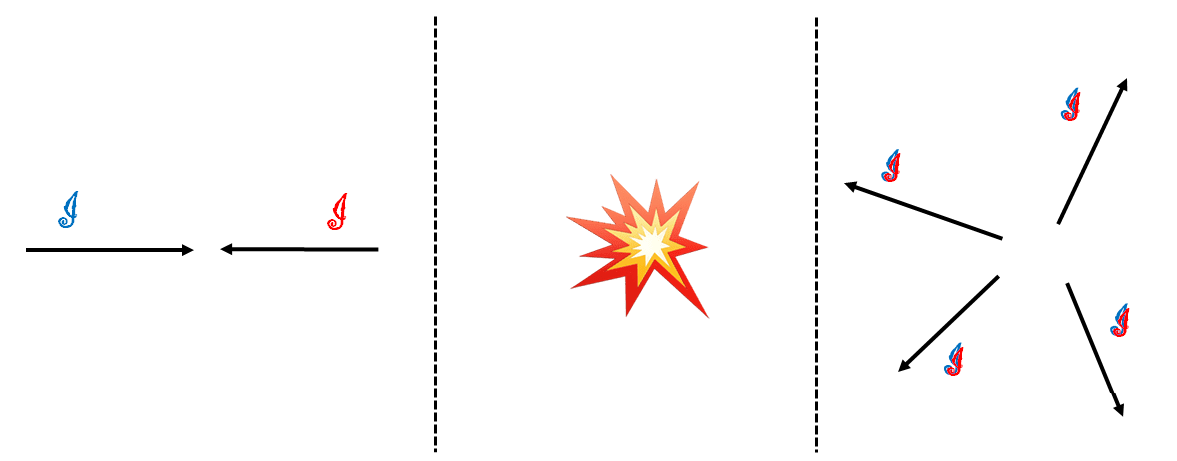
У квантовій теорії інформація ніколи не губиться. Проте вона може бути зашифрована так, що її буде неможливо відновити.

Із початку 2000-х років серед фізиків стала переважати думка, що при випаровуванні чорної діри інформація має зберігатися, однак механізм збереження не було достеменно визначено.

## Відповідні принципи
Розрахунок Гокінга показував, що випромінювання зберігає інформацію лише про загальну масу, електричний заряд і кутовий момент початкового стану. Оскільки багато різних станів можуть мати однакову масу, заряд і кутовий момент, це означає, що багато (різних) початкових фізичних станів можуть еволюціонувати в один і той же кінцевий стан. Тому інформація про деталі початкового стану буде остаточно втрачена. Проте це порушує основне правило як класичної, так і квантової фізики — що стан системи в деякий момент часу має визначати її стан у будь-який інший момент. Зокрема, у квантовій механіці стан системи кодується її хвильовою функцією. Еволюція хвильової функції визначається унітарним оператором, а унітарність означає, що хвильову функцію в будь-який момент часу можна застосувати для визначення хвильової функції в минулому або майбутньому.
Теоретичні дослідження наприкінці XX-го сторіччя привели фізиків до думки, що під час випаровування чорної діри інформація має зберігатися. Це означає, що прогнози квантової механіки — правильні, тоді як початковий аргумент Гокінга, який спирався на відносності, має бути виправлений. Проте погляди на те, як саме слід виправити розрахунок Гокінга, розходяться. Було досліджено кілька варіацій початкового парадокса. У сукупності ці проблеми про випаровування чорних дір впливають на те, як мають поєднуватися гравітація та квантова механіка, що призводить до того, що інформаційний парадокс залишається активною галуззю дослідження квантової гравітації.
У квантовій механіці еволюція стану визначається рівнянням Шредінгера. Рівняння Шредінгера підпорядковується двом принципам, які мають стосунок до парадокса. Це принцип квантового детермінізму, який означає, що за наявної хвильової функції, її майбутні зміни однозначно визначаються оператором еволюції, а також принцип оборотності, який означає, що оператор еволюції має зворотний зв'язок. Це означає, що інформація завжди має зберігатися. У цьому контексті «інформація» вживається для позначення всіх параметрів стану, а твердження про те, що інформація має бути збережена, означає, що параметри, які відповідають більш ранньому часу, завжди можуть бути реконструйовані пізніше.
Математично рівняння Шредінгера означає, що хвильова функція в момент часу t1 може бути пов'язана з хвильовою функцією в момент часу t2 за допомогою унітарного оператора:
{\displaystyle |\Psi (t_{1})\rangle =U(t_{1},t_{2})|\Psi (t_{2})\rangle .}
Оскільки унітарний оператор бієктивний, хвильову функцію при t2 можна отримати з t1 і навпаки.
Зворотність еволюції часу застосовується лише на мікроскопічному рівні, оскільки хвильова функція забезпечує повний опис стану. Це не слід плутати з термодинамічною необоротністю. Процес може здатися незворотним, якщо відстежувати лише основні характеристики системи і не відстежувати її мікроскопічні деталі, як це зазвичай робиться в термодинаміці. Однак на мікроскопічному рівні принципи квантової механіки передбачають, що кожен процес є повністю оборотним.
У середні 1970-х років, Стівен Гокінг і Яків Бекенштейн висунули теоретичні аргументи, які припускали, що випаровування чорної діри втрачає інформацію, а отже, несумісне з унітарністю. Важливо те, що ці аргументи мали застосовуватися на мікроскопічному рівні та припускали, що випаровування чорної діри не лише термодинамічно незворотне, але й мікроскопічно незворотне. Це суперечить описаному вище принципу унітарності та призводить до інформаційного парадокса. Оскільки теорія припускала, що квантова механіка буде порушена утворенням і випаровуванням чорної діри, Гокінг сформулював парадокс у термінах «порушення передбачуваності в гравітаційному колапсі».
Аргументи на користь мікроскопічної необоротності були підкріплені розрахунком Гокінга спектра випромінювання ізольованої чорної діри. Цей розрахунок було зроблено в межах загальної теорії відносності та квантової теорії поля. Розрахунок випромінювання Гокінга виконується на горизонті чорної діри, оскільки для достатньо великої чорної діри, кривина на горизонті — невелика, обидві ці теорії можуть бути справедливими. Гокінг спирався на теорему про відсутність волосся, щоб дійти висновку, що випромінювання чорної діри, залежатиме лише від декількох макроскопічних параметрів, таких як маса, заряд і обертання чорної діри, але не від деталей початкового стану, який призвів до утворення чорної діри. Крім того, аргумент про втрату інформації спирався на причинно-наслідкову структуру простору-часу чорної діри, яка припускає, що інформація всередині не повинна впливати на будь-які спостереження ззовні, включаючи спостереження за випромінюванням чорної діри. Якщо це так, область простору-часу за межами чорної діри втратить інформацію про внутрішній стан після випаровування чорної діри, що призведе до втрати інформації.
Наразі деякі фізики вважають, що голографічний принцип (зокрема, відповідність AdS/CFT) демонструє, що висновок Гокінга був неправильним і що інформація фактично зберігається.

## Випаровування чорної діри

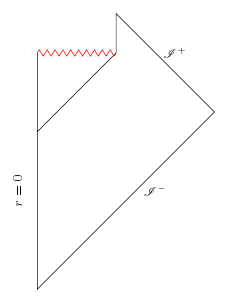
Діаграма Пенроуза чорної діри, яка утворюється, а потім повністю випаровується. Час показано на вертикальній осі знизу вгору; простір показано на горизонтальній осі: ліворуч (нульовий радіус) — праворуч (радіус зростання).

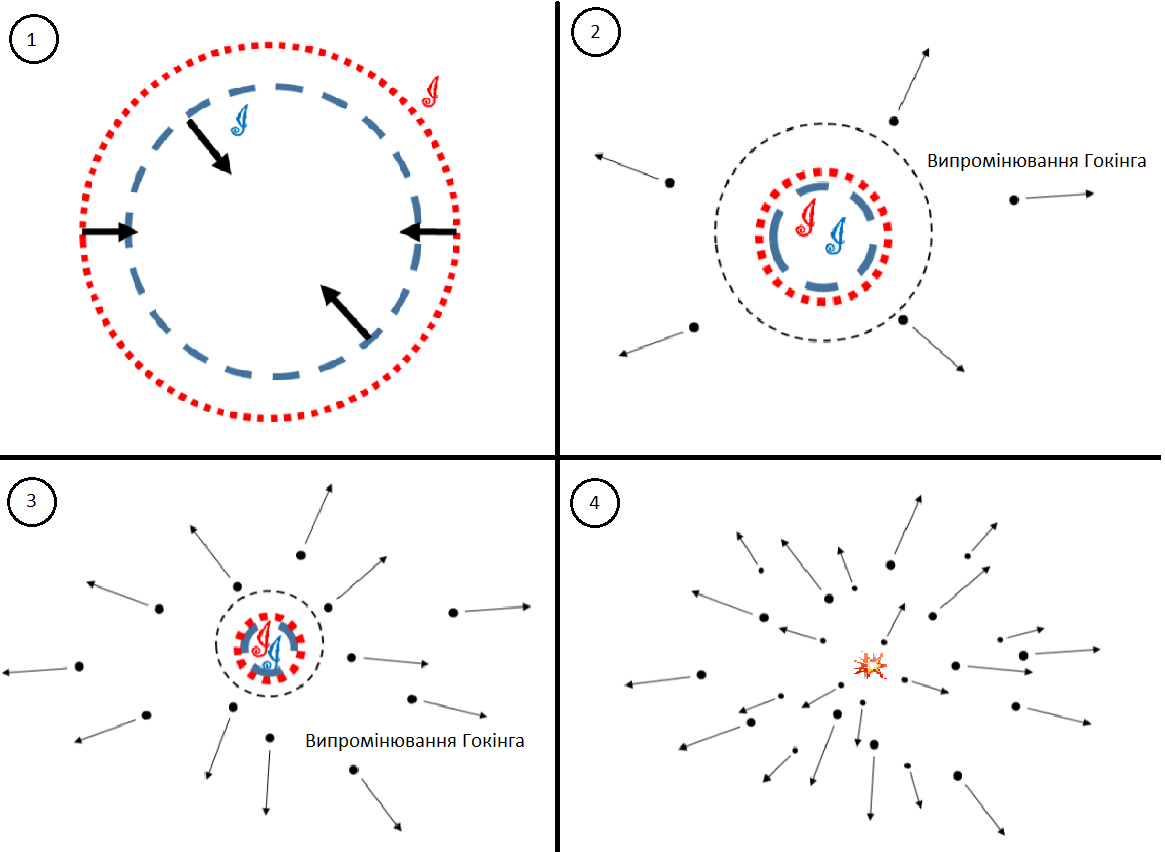
У загальній теорії відносності з квантовою теорією для інших полів, чорні діри випаровуються. Ілюстрація показує, що відбувається з інформацією.

У 1973—1975 роках Стівен Гокінг показав, що чорні діри мають повільно випромінювати енергію, і що це призводить до розбіжності з унітарністю. Гокінг використовував класичну теорему про відсутність волосся, щоб стверджувати, що спектр цього випромінювання — яке пізніше стали називати випромінюванням Гокінга — буде повністю незалежним від початкового стану зорі чи речовини, яка колапсувала в чорну діру. Гокінг стверджував, що процес випромінювання триватиме доти, доки чорна діра повністю не випарується. Наприкінці процесу вся початкова енергія чорної діри мала б перетворитися на випромінювання. Але, згідно з аргументацію Гокінга, випромінювання не збереже інформації про початковий стан, і тому ця інформація буде втрачена.
Гокінг стверджував, що структура випромінювання від чорної діри буде випадковою, з розподілом ймовірностей, який визначається лише початковою масою, зарядом і кутовим моментом чорної діри, а не початковим станом колапсу. Стан, утворений таким імовірнісним процесом, у квантовій механіці називається змішаним квантовим станом. Таким чином, Гокінг стверджував, що зоря (чи речовина), яка колапсувала в чорну діру, починає перебувати в певному чистому квантовому стані, а процес випаровування перетворив би чистий стан у змішаний. Це несумісно з унітарністю квантово-механічної еволюції.
Втрату інформації можна кількісно визначити в термінах зміни основного стану ентропії фон Неймана. Чистому стану приписується ентропія фон Неймана, котра дорівнює 0, тоді як змішаний стан має скінчену ненульову ентропію. Унітарна еволюція стану згідно з рівнянням Шредінгера зберігає ентропію. Таким чином, аргументація Гокінга свідчить про те, що процес випаровування чорної діри не можна описати в межах унітарної еволюції. Хоча цей парадокс часто формулюють у термінах квантової механіки, еволюція від чистого стану до змішаного стану суперечить також теоремі Ліувілля про збереження фазового об'єму з класичної фізики. У рівняннях Гокінг показав, що коли позначити оператори народження та знищення на частоті {\displaystyle \omega } для квантового поля, що поширюється на фоні чорної діри, через {\displaystyle a_{\omega }} і {\displaystyle a_{\omega }^{\dagger }}, тоді очікуваний добуток цих операторів у стані, утвореному колапсом чорної діри, задовольняє рівнянню:{\displaystyle \langle a_{\omega }a_{\omega }^{\dagger }\rangle _{\rm {hawk}}={1 \over 1-e^{-\beta \omega }}}
де {\displaystyle \beta =1/(kT)}: {\displaystyle k} — стала Больцмана, а {\displaystyle T} — температура чорної діри. Наведена вище формула має дві важливі ознаки. Перша з них полягає в тому, що форма випромінювання залежить від одного параметра — температури —, хоча початковий стан чорної діри не може бути повністю описаний лише одним параметром. По-друге, формула передбачає, що чорна діра втрачає масу зі швидкістю{\displaystyle {dM \over dt}=-{aT^{4}}}де a — стала, пов'язана з фундаментальними константами, включаючи сталу Стефана–Больцмана та певні властивості простору-часу чорної діри, які називають факторами її сірого тіла. Температура чорної діри, своєю чергою, залежить від маси, заряду та кутового моменту чорної діри. Для чорної діри Шварцшильда температура визначається як:{\displaystyle T={\hbar c^{3} \over 8\pi kGM}}
Це означає, що якщо чорна діра має початкову масу {\displaystyle M_{0}}, вона повністю випаровується за час, пропорційний {\displaystyle M_{0}^{3}}.
Важливою рисою вищенаведених формул є припущення, що остаточний газ випромінювання, що утворюється внаслідок цього процесу, залежить тільки від температури чорної діри та не залежить від інших параметрів початкового стану. Це призводить до наступного парадокса: розглянемо два різних початкових стани, які колапсують, утворюючи чорну діру Шварцшильда однакової маси. Попри те, що спочатку стани були різними, оскільки маса (і, отже, температура) чорних дір однакова, вони випромінюватимуть однакове випромінювання Гокінга. Як тільки чорні діри повністю випаруються, в обох випадках залишиться лише випромінювання без якихось характерних ознак. За ним не можна розрізнити два початкові стани, тому інформація вважається втраченою[джерело?].
Наразі поширена думка, що міркування, які призводять до парадокса, є помилковими. Було запропоновано кілька розв'язків, які розглядаються у пункті «Пояснення парадокса»[джерело?].

## Популярна культура
Інформаційний парадокс отримав висвітлення в популярних ЗМІ та описаний у науково-популярних книгах. Частина цього висвітлення стала результатом відомого парі між Джоном Прескіллом, та між Стівеном Гокінгом разом з Кіпом Торном у 1997 році, котрий стверджував, що інформація не втрачається в чорних дірах. Наукові дебати щодо парадокса були описані у книжці Леонарда Сасскінда, опублікованій у 2008 році під назвою «Війна чорної діри». У книзі обережно зазначається, що «війна» була суто науковою, а на особистому рівні учасники залишилися друзями. У книзі стверджується, що врешті-решт Гокінга переконали в тому, що випаровування чорної діри є унітарним, завдяки голографічному принципу, який вперше запропонував Герард 'т Гофт, далі розвинув Сасскінд і пізніше була отримана точна інтерпретація теорії струн за допомогою AdS/CFT-відповідності. 2004 року Гокінг також поступився на ставку 1997 року, заплативши Прескіллу бейсбольною енциклопедією, «з якої інформацію можна отримати за бажанням», хоча Торн відмовився погодитися.

## Пояснення парадокса
Після публікації у 1997 році гіпотези про дуальність AdS/CFT серед фізиків почало переважати переконання, що в процесі випаровуванні чорної діри інформація має зберігатися. Однак, існує загалом дві основні теорії про те, як це відбувається. У межах того, що можна загалом назвати «спільнотою теорії струн», переважною є ідея, що випромінювання Гокінга не є суто тепловим, а має квантові кореляції, які кодують інформацію про внутрішню структуру чорної діри. Цей погляд був предметом досліджень і отримав подальшу підтримку в 2019 році, коли дослідники виправили обчислення ентропії випромінювання Гокінга в певних моделях і показали, що на пізніх етапах еволюції випромінювання з поверхні чорної діри фактично дуальне до її нутрощів. Ця точка зору вплинула на самого Гокінга, і він у 2004 році опублікував статтю, яка передбачала відповідність AdS/CFT і стверджувала, що квантові збурення горизонту подій можуть дозволити інформації залишити чорну діру, що розв'яже інформаційний парадокс. Із цього погляду важливим є горизонт подій чорної діри, а не її сингулярність.
У межах спільноти петльової квантової гравітації поширене переконання, що для вирішення інформаційного парадокса необхідно розуміти, як вирішується сингулярність чорної діри. Ці сценарії називаються сценаріями залишків, оскільки інформація залишається всередині чорної діри до моменту випаровування, коли вона знову з'являється назовні.
Інші можливості, які також вивчаються дослідниками, включають модифікацію законів квантової механіки для врахування неунітарної еволюції часу.
Деякі з цих рішень докладніше описано нижче.

### Розв'язання парадокса механізмом GISR
У цьому рішенні GISR[прояснити] розглядається як основний механізм випромінювання Гокінка, а останнє розглядається лише як результат. Фізичні складові GISR відображені в наступному гамільтоніані, який є явно ермітовим оператором:
{\displaystyle H={\begin{pmatrix}w^{i}\\&w_{-}^{j}\\&&\ddots \\&&&{\scriptstyle {\it {0}}}^{\scriptscriptstyle {\it {1}}}\end{pmatrix}}+\sum _{q}\hbar \omega _{q}a_{q}^{\dagger }a_{q}{+}\sum _{u,v}^{|u-v|=\hbar \omega _{q}}g_{u^{n}v^{\ell }}b_{u^{n}v^{\ell }}^{\dagger }a_{q}}
{\displaystyle g_{u\;\!\!^{n}v^{\ell }}{\propto }{-}{\frac {\hbar }{G\{M_{u},M_{v}\}^{\mathrm {max} }}}\mathrm {Siml} \{\Psi [M_{u\;\!\!^{n}}\!(r)],\Psi [M_{v\;\!\!^{\ell }}\!(r)]\}}
- Перший компонент формули 𝐻 є діагональною матрицею, що представляє мікроскопічний стан чорних дір не важчий за початковий.

- Другий доданок описує флуктуації вакууму частинок навколо чорної діри і представлений багатьма гармонічними осциляторами.

- Третій доданок пов'язує моди флуктуацій вакууму з чорною дірою так, що для кожної моди, енергія якої відповідає різниці між двома станами чорної діри, остання переходить з амплітудою, пропорційною фактору подібності мікроскопічної хвильової функції двох станів.

Переходи зі стану з вищою енергією 𝑢 до нижчого 𝑣 і навпаки однаково дозволені на гамільтоніанному рівні. Форма цього зв'язку є імітацією зв'язку фотона з атомом у моделі Джейнса — Каммінгса (JC). Вона замінює векторний потенціал фотона в моделі JC на енергію зв'язку випромінюваних частинок у випадку чорної діри, а дипольний момент початкового-кінцевого стану атома — на коефіцієнт подібності хвильової функції початкового й кінцевого станів чорної діри. Хоча ця форма зв'язку в певному сенсі є спеціальною, вона не вводить жодної нової взаємодії, крім гравітації, і це має відбуватися незалежно від того, як розвиватиметься остаточна квантова теорія гравітації.
З гамільтоніану GISR та стандартного рівняння Шредінгера, що визначає еволюцію хвильової функції системи:
{\displaystyle |\psi (t)\rangle =\sum _{u=w}^{0}\sum _{n=1}^{u}\sum _{\omega {}s}^{\omega +u=w}e^{-iut-i\omega {}st}c_{u\;\!\!^{n}}^{\omega {}s}(t)|u\;\!\!^{n}\otimes \omega {}s\rangle }
{\displaystyle i\hbar {\partial }_{t}|\psi (t)\rangle =H|\psi (t)\rangle }
де 𝜔𝑠 — індекс набору випромінюваних частинок з повною енергією 𝜔. Наближення Віґнера—Віскопфа дозволяє показати, що у випадку короткочасної еволюції або одиночного квантового випромінювання, енергетичний спектр GISR має саме тепловий тип, а відповідна температура дорівнює температурі випромінювання Гокінка. Але у випадку тривалої еволюції або безперервного квантового випромінювання процес є нерівноважним і характеризується залежністю маси або температури чорної діри від початкового стану на часовій кривій. Далекі спостерігачі можуть відновити інформацію, що зберігається у початковій чорній дірі, з цієї кривої залежності маси або температури від часу.
Опис гамільтоніану та хвильової функції GISR дозволяє явно обчислити ентропію заплутаності між чорною дірою та її хокінговими частинками.
{\displaystyle s_{BR}=-tr_{B}\rho _{B}\log \rho _{B}=-tr_{R}\rho _{R}\log \rho _{R}}
{\displaystyle \rho _{B}=\mathrm {tr} _{R}\sum _{u=w}^{0}\sum _{n=1}^{u}\sum _{\omega {}s}^{\omega +u=w}|c_{u^{n}}^{\omega {}s}\rangle \langle c_{u^{n}}^{\omega {}s}|}
{\displaystyle \rho _{R}=\mathrm {tr} _{B}\sum _{u=w}^{0}\sum _{n=1}^{u}\sum _{\omega {}s}^{\omega +u=w}|c_{u^{n}}^{\omega {}s}\rangle \langle c_{u^{n}}^{\omega {}s}|}
Оскільки гамільтоніан GISR є явно ермітовим, результатом є очікувана крива Пейжа, природно, за винятком деяких пізніх осциляцій Рабі, які виникають внаслідок рівноймовірного переходу випромінювання та поглинання чорної діри, коли вона наближається до стадії зникнення. Найважливіше з цього розрахунку полягає в тому, що середній стан чорної діри, яка випаровується, не можна розглядати як напівкласичний об'єкт із залежною від часу масою. Його треба розглядати як суперпозицію багатьох різних за співвідношенням мас комбінацій чорної діри + частинок Гокінга. Для ілюстрації цього факту автори приводять уявний експеримент Шредінгера з котом, в якому кожна Гокінг-частинка вбиває кота. Оскільки у квантовому описі, коли і скільки частинок випромінює чорна діра не можна визначити однозначно, то середній стан чорної діри, що випаровується, слід розглядати як суперпозицію багатьох «котячих груп», кожна з яких має різне співвідношення мертвих осіб. Найбільша слабкість аргументації щодо втрати інформації — це ігнорування цієї суперпозиції.

### Розв'язання парадокса з невеликими поправками
У прихильників петльової квантової гравітації існує припущення, що обчислення Стівена Гокінга не здатне точно відтворити незначні поправки, які зрештою можуть зберегти інформацію про початковий стан. Це можна порівняти з процесом звичайного горіння, коли утворене випромінювання має тепловий спектр, але його зерниста природа кодує точні деталі об'єкта, який був спалений. Це припущення збігається з вимогами квантової механіки про збереження інформації та оборотність процесів. Ця ідея є переважною в підході до квантової гравітації на основі теорії струн.
Точніше, ця лінія роздільної здатності припускає, що обчислення Гокінга виправлено таким чином, що двоточковий корелятор, обчислений Гокінгом і описаний вище, стає:
{\displaystyle \langle a_{\omega }a_{\omega }^{\dagger }\rangle _{\rm {exact}}=\langle a_{\omega }a_{\omega }^{\dagger }\rangle _{\rm {hawk}}(1+\epsilon _{2})}
і корелятори вищої точки коригуються аналогічно:{\displaystyle \langle a_{\omega _{1}}a_{\omega _{1}}^{\dagger }a_{\omega _{2}}a_{\omega _{2}}^{\dagger }\ldots a_{\omega _{n}}a_{\omega _{n}}^{\dagger }\rangle _{\rm {exact}}=\langle a_{\omega }a_{\omega }^{\dagger }\rangle _{\rm {hawk}}(1+\epsilon _{n})}

У зазначених вище рівняннях застосовуються скорочені символи та коефіцієнти корекції {\displaystyle \epsilon _{i}}, які можуть залежати від різних факторів, таких як температура, частота операторів, які містяться у кореляційній функції, та інші параметри, пов'язані з чорною дірою.

### Розв'язання парадокса «пухнастої кулі»
Деякі вчені, наприклад Самір Матхур, стверджували, що невеликі поправки, необхідні для збереження інформації, не можуть бути отримані, зберігаючи напівкласичну форму внутрішньої частини чорної діри. Натомість потрібна модифікація геометрії чорної діри до «пухнастої кулі».
Визначальною характеристикою «пухнастої кулі» є те, що вона має структуру в масштабі горизонту подій. Це слід протиставити загальноприйнятій картині внутрішньої частини чорної діри як області простору, яка значною мірою позбавлена особливостей. Для досить великої чорної діри припливні ефекти дуже невеликі на горизонті подій чорної діри і залишаються незначними у внутрішній частині, поки не наблизиться до сингулярності чорної діри. У звичайній картині, при перетині горизонту подій, спостерігач може не відчути цього переходу, доки не підходить до сингулярності. Однак, концепція розв'язання парадокса «пухнастої» кулі передбачає наявність інформації на поверхні горизонту, який не є порожнім, тому що деталі його структури містять інформацію про початковий стан чорної діри. Ця структура впливає на випромінювання Гокінга, що дозволяє інформації «виходити» з кулі.

### Розв'язання парадокса за допомогою сильних квантових ефектів
На останніх стадіях випаровування чорної діри квантові ефекти стають важливими, і їх не можна ігнорувати. Точне розуміння цієї фази випаровування чорної діри вимагає повної теорії квантової гравітації. Вважається, що розуміння цієї фази випаровування має вирішальне значення для вирішення інформаційного парадокса.
Рішення з цієї точки зору стверджує, що обчислення Гокінга є надійними лише до останніх стадій випаровування чорної діри, коли інформація раптово вислизає. Альтернативна можливість у тому ж ключі полягає в тому, що випаровування чорної діри може просто припинитися, коли розмір чорної діри стане планківським. Такі сценарії називаються «сценаріями залишків».
Особливістю цієї точки зору є те, що значне відхилення від класичної та напівкласичної гравітації необхідно лише в режимі, в якому очікується перевага ефектів квантової гравітації. З іншого боку, ідея передбачає, що безпосередньо перед раптовою втечею інформації дуже маленька чорна діра має зберігати довільну кількість інформації та мати велику кількість внутрішніх станів. Тому досліджуючи за допомогою цього розв'язання, треба уникати загальної критики сценаріїв типу залишків, яка полягає в тому, що вони можуть порушити межу Бекенштейна та призвести до порушення теорії ефективного поля через утворення залишків віртуальних частинок у звичайні події розсіювання.

### М'яке рішення парадокса
У 2016 році Гокінг, Перрі та Стромінгер стверджували, що чорні діри повинні містити «м'яке волосся». Частинки, які не мають маси спокою, наприклад фотони та гравітони, можуть існувати з як завгодно низькою енергією і називаються «м'якими частинками». Роздільна здатність м'якого волосся передбачає, що інформація про початковий стан зберігається в таких «м'яких частинках». Існування такого м'якого волосся є особливістю чотиривимірного асимптотично плоского простору, і тому цей розв'язок парадокса не поширюється на чорні діри в антидесіттерівському просторі або в інших просторах.

### Інформація втрачається безповоротно
У спільноті фізиків також є непопулярна теорія, що інформація повністю втрачається, коли чорні діри утворюються та випаровуються. Цей висновок випливає, якщо припустити, що передбачення напівкласичної гравітації та причинної структури простору-часу чорної діри точні.
Однак цей висновок призводить до втрати унітарності. Бенкс, Саскінд і Пескін стверджували, що в деяких випадках втрата унітарності може також означати порушення збереження енергії-імпульсу або локальності, тому це, можливо, можна уникнути в системах з великою кількістю ступенів свободи. За словами Роджера Пенроуза, втрата унітарності у квантових системах не є проблемою, оскільки квантові вимірювання самі по собі вже є неунітарними. Пенроуз стверджував, що квантові системи фактично більше не будуть еволюціонувати унітарно, як тільки в гру вступить гравітація, точно як у чорних дірах. Конформна циклічна космологія, яку підтримує Пенроуз, критично залежить від умови, що інформація фактично втрачається в чорних дірах. Ця нова космологічна модель у майбутньому може бути перевірена експериментально шляхом детального аналізу космічного мікрохвильового фонового випромінювання: якщо це правда, реліктове випромінювання має демонструвати кругові візерунки з трохи нижчими або трохи вищими температурами. У листопаді 2010 року Пенроуз і В. Г. Гурзадян оголосили, що знайшли докази таких кругових моделей у даних космічного апарата Wilkinson Microwave Anisotropy Probe (WMAP), підтверджених даними експерименту BOOMERanG. Значення знахідок є дуже важливими і згодом обговорювалося іншими дослідниками.
Подібним чином Модак, Ортіс, Пенья та Сударський стверджували, що парадокс можна розв'язати, звернувшись до основоположних питань квантової теорії, яку часто називають проблемою вимірювання квантової механіки. Ця робота була побудована на попередній пропозиції Окона та Сударського щодо переваг теорії об'єктивного колапсу в набагато ширшому контексті. Початковою мотивацією цих досліджень була давня пропозиція Роджера Пенроуза, згідно з якою колапс хвильової функції вважається неминучим за наявності чорних дір (і навіть під впливом гравітаційного поля). Експериментальна перевірка теорій колапсу все ще триває.

### Інші запропоновані рішення
Досліджені також деякі інші вирішення цього парадокса:
Інформація зберігається у великому залишку
Ця ідея припускає, що випромінювання Гокінга припиняється до того, як чорна діра досягне планківського розміру. Оскільки чорна діра ніколи не випаровується, інформація про її початковий стан може залишатися всередині чорної діри, і парадокс зникає. Однак не існує загальноприйнятого механізму, який дозволив би припинити випромінювання Гокінга, поки чорна діра залишається макроскопічною.
Інформація зберігається у дочірньому всесвіті, який відділяється від нашого власного всесвіту
Деякі моделі гравітації, такі як теорія гравітації Ейнштейна—Картана, яка поширює загальну теорію відносності на матерію з власним кутовим моментом (спіном), передбачають утворення таких дочірніх всесвітів. Для цього не потрібно порушувати відомі загальні принципи фізики, оскільки немає жодних фізичних обмежень щодо кількості всесвітів, навіть якщо лише один залишається спостережуваним. Проте перевірити теорію Ейнштейна — Картана важко, оскільки її прогнози істотно відрізняються від загальнорелятивістських лише при надзвичайно високих густинах.
Інформація закодована у співвідношенні між майбутнім і минулим
Пропозиція кінцевого стану передбачає, що граничні умови повинні бути накладені на сингулярність чорної діри, яка, з причинної точки зору, є майбутнім для всіх подій усередині чорної діри. Це допомагає примирити випаровування чорної діри з унітарністю, але це суперечить інтуїтивній ідеї причинності та локальності еволюції часу.
Квантово-канальна теорія
У 2014 році Кріс Адамі стверджував, що аналіз із застосуванням теорії квантових каналів призводить до зникнення будь-якого очевидного парадокса; Адамі відкидає комплементарність чорних дір[прояснити], натомість стверджуючи, що жодна поверхня, подібна до простору, не містить дубльованої квантової інформації.

## Найновіші дослідження
Значного прогресу досягнуто у 2019 році, коли, починаючи з роботи Пенінгтона та Альмхейрі, Енгельгардта, Марольфа та Максфілда, дослідники змогли обчислити ентропію випромінювання чорних дір у конкретних моделях квантової гравітації. Ці розрахунки показали, що в цих моделях, ентропія випромінювання спочатку зростає, а потім знову падає до нуля. Як пояснювалося вище, один зі способів сформулювати інформаційний парадокс полягає в тому, що розрахунок Гокінга показує, що ентропія фон Неймана випромінювання Гокінга зростає протягом усього часу існування чорної діри. Однак, якщо чорна діра утворилася з чистого стану з нульовою ентропією, унітарність означає, що ентропія випромінювання Гокінга повинна зменшитися назад до нуля, як тільки чорна діра повністю випарується. Таким чином, наведені вище результати дозволяють вирішити інформаційний парадокс, принаймні в конкретних моделях гравітації, які розглядаються.
Ці обчислення обчислюють ентропію, спочатку аналітично продовжуючи простір-час до евклідового простору-часу, а потім використовуючи трюк репліки. Інтеграл траєкторії, який обчислює ентропію, отримує внески від нових евклідових конфігурацій, які називаються «копіями червоточин» (ці червоточини існують у просторі-часі повороту Віка, і їх не слід плутати з червоточинами в оригінальному просторі-часі). Включення цих геометрій червоточини в обчислення запобігає нескінченному зростанню ентропії.
Ці розрахунки також означають, що для досить старих чорних дір можна виконувати операції з випромінюванням Гокінга, які впливають на внутрішню частину чорної діри. Цей результат має наслідки для пов'язаного парадокса фаєрвола та надає докази фізичної картини, запропонованої пропозицією комплементарністю чорних дір і пропозицією Пападодімаса — Раджу.
Було зазначено, що моделі, які застосовуються для обчислень кривої Пейжа (прогнозований шлях еволюції фон-нейманівської ентропії чорної діри під дією випромінювання Гокінга) вище, послідовно включали теорії, де гравітон має масу, на відміну від реального світу, де гравітон безмасовий. Ці моделі також включали «негравітаційну ванну», яку можна розглядати як теорію, де гравітація перестає діяти. Також було стверджено, що ключовий метод, який використовується в обчисленнях кривої Пейжа, називається «пропозиція острова», буде несумісним у стандартних теоріях гравітації із законом Гаусса. Це означає, що обчислення кривої Пейжа не застосовуються до реалістичних чорних дір і працюють лише в спеціальних іграшкових моделях гравітації. Справедливість чи хибність цієї критики залишається на стадії розслідування, і в дослідницькій спільноті немає загальної згоди.
У 2020 році Ладдха, Прабху, Раджу і Шрівастава стверджували, що в результаті впливу квантової гравітації інформація завжди має бути доступною за межами чорної діри. Це означало б, що ентропія фон Неймана області за межами чорної діри завжди залишається нульовою, на відміну від пропозиції вище, де ентропія фон Неймана спочатку зростає, а потім падає. Розширюючи це, Раджу стверджував, що помилка Гокінга полягала в тому, що він припустив, що область за межами чорної діри не матиме інформації про її внутрішню частину.
Гокінг формалізував це припущення в термінах «принципу незнання». Принцип невігластва є правильним у класичній гравітації, коли квантово-механічними ефектами нехтують, згідно з теоремою про відсутність волосся. Це також правильно, коли розглядаються лише квантово-механічні ефекти, але нехтують ефектами гравітації. Але Раджу стверджував, що коли враховуються як квантово-механічні, так і гравітаційні ефекти, принцип невігластва слід замінити «принципом голографії інформації», який означатиме прямо протилежне: уся інформація про внутрішнє середовище може бути відновлена із зовнішнього вигляду за допомогою відповідних точних вимірювань.
Два нещодавніх розв'язки інформаційного парадокса, описаного вище — через репліки червоточин і голографію інформації — мають спільну рису: спостережувані всередині чорної діри також описують спостережувані далеко від чорної діри. Це означає втрату точної локальності у квантовій гравітації. Хоча ця втрата локальності дуже мала, вона зберігається на великих відстанях. Ця особливість була оскаржена деякими дослідниками.